# Titan安全密钥
Titan安全密钥（英語：Titan Security Key）是Google开发的符合FIDO要求的安全令牌，其中包含同样由Google开发的Titan M加密处理器。于2019年10月15日首次发布。

## 特性
根据功能不同，密钥的价格为25至35美元， 而谷歌会向高风险用户免费提供密钥。 它提供更安全的双重身份验证，可用于登录各种第一方和第三方服务，以及注册Google高级保护计划。2021年，谷歌出于对安全性和可靠性的担忧，移除了蓝牙模块。 
2023年11月，谷歌推出一款支持通行密钥保护的型号。 

## 漏洞
蓝牙“T1”和“T2”型号最初存在安全漏洞，允许30英尺范围内的任何人复制密钥。安全公司NinjaLab已经能够利用侧信道攻击提取密钥。2019年，谷歌为Titan芯片设置了高达150万美元的漏洞赏金。
较新的版本和型号包括：
1. USB-A/NFC (K9T)
2. 蓝牙/NFC/USB (K13T)
3. USB-C/NFC (YT1)
4. 支持U2F和FIDO2的USB-C/NFC (K40T)

虽然这些产品中均未包含已公开披露的安全漏洞，但谷歌已于2021年8月停止销售蓝牙版本的密钥，但蓝牙密钥仍可继续使用且享受保修。